# Kampf der Nibelungen
Der Kampf der Nibelungen (KdN), ehemals auch Ring der Nibelungen, ist die größte Kampfsport-Veranstaltung der neonazistischen Szene Deutschlands beziehungsweise Europas. Es fand  seit 2013 jährlich statt. Nach einem behördlichen Verbot fanden 2019, 2020 und 2021 Ersatzveranstaltungen statt.

## Geschichte
Erstmals wurde die Veranstaltung 2013 organisiert, damals noch in einem konspirativen Rahmen, den die Veranstaltung bis 2018 beibehielt. Die ersten beiden Veranstaltungen fanden in Vettelschoß (Rheinland-Pfalz) statt. 2015 wurde der KdN in Hamm ausgetragen und 2016 in Gemünden. 2017 in Kirchhundem besuchten 500 Zuschauer und Kämpfer die Veranstaltung.
2018 fand die Veranstaltung zweimal statt, zum einen auf dem  Schild-und-Schwert-Festival in Ostritz, Sachsen, zum anderen wurde die Veranstaltung erstmals auch offiziell angemeldet und fand im Oktober 2018 erneut statt. Veranstaltungsort war beide Male das Hotel Neisseblick des ehemaligen NPD-Mitglieds Hans-Peter Fischer. Mit 850 Personen aus dem gesamten Bundesgebiet sowie Frankreich, Italien, Österreich, der Schweiz, Tschechien und Ukraine erhielt das Kampfsportturnier einen neuen Besucherrekord.
Im Juni 2019 sollte die Kampfsportveranstaltung ein weiteres Mal im Rahmen des Schild-und-Schwert-Festivals stattfinden, wurde jedoch auf Grund unzureichender Teilnehmerzahlen abgesagt.
Im Oktober 2019 wurde Ostritz als Veranstaltungsort ausgerufen, woraufhin die Stadt ein Verbot verhängte. Die Begründung seitens der Stadt Ostritz lautete, die Veranstaltung habe „keinen Sportcharakter“, sondern diene „der rechtsextremen Kampfertüchtigung und damit der Vorbereitung eines politischen Kampfes“. Ein daraufhin eingereichter Eilantrag der Veranstalter wurde vom Verwaltungsgericht Dresden zurückgewiesen. Das Urteil wurde vom Sächsischen Oberverwaltungsgericht bestätigt.
Am 26. September 2020 wurde die Veranstaltung, die auf dem Gelände eines Motorrad-Clubs im Magdeburger Stadtteil Rothensee stattfinden sollte, von der Polizei vorzeitig aufgelöst.
Das Hauptevent des Jahres 2020 sollte am 10. Oktober stattfinden und aufgrund der COVID-19-Pandemie via Internet gestreamt werden.  Trotz konspirativer Organisierung der Aufzeichnungen konnte die Polizei diese massiv einschränken und Aufnahmen sicherstellen. So konnten bei dem Online-Stream lediglich sechs aktuelle Kämpfe gezeigt werden. Auf der Facebookseite des KdN schrieben die Verantwortlichen am 11. Oktober: „Bis die juristischen Fragen geklärt sind, zieht sich das ‚KDN Team‘ zurück und wir konzentrieren uns ausschließlich auf den Ausbau unserer Klamottenmarke“.
Als Ersatzveranstaltung für den KdN organisierten Neonazis für den 25. September 2021 im benachbarten europäischen Ausland ein Kampfsportturnier unter der Bezeichnung „National Fight Night“, das jedoch von den staatlichen Behörden im In- und Ausland im Vorfeld erfolgreich verhindert werden konnte.
2022 fiel die Veranstaltung erstmals komplett aus, nachdem das Verwaltungsgericht Dresden das KdN-Verbot von 2019 bestätigte.
Im Mai 2023 veranstaltete das KdN-Team gemeinsam mit den rechtsextremistischen Gruppierungen Légió Hungária aus Ungarn und Pride France aus Frankreich die sogenannte „European Fight Night“ in Ungarn. Nachdem der Inhaber des vorgesehenen Veranstaltungsorts in Budapest kurzfristig abgesagt hatte, wich man in das Dorf Csókakö aus, wohin jedoch nur 150–200 Zuschauer kamen, von denen wiederum aufgrund des verspäteten Beginns und der einsetzenden Dunkelheit nicht alle die Kämpfe gut verfolgen konnten. Nach Veranstalterangaben nahmen 32 Kämpfer aus 12 Ländern teil.

## Organisation und Ideologie
Organisator der rechtsextremen Kampfsportveranstaltung ist nach Angaben der Homepage der Dortmunder Rechtsextremist Alexander Deptolla, ein Vorstandsmitglied des Dortmunder Kreisverbands der Kleinpartei Die Rechte. Mitorganisator 2018 war unter anderem der russische Rechtsextremist Denis Nikitin (eigentlich Denis Kapustin) von der Kampfsport-Marke White Rex. Zu den weiteren Mitarbeitern der Organisation zählt der Neonazi Robin Schmiemann von Combat 18.  Sponsoren der Kampfsportveranstaltungen sind rechte Kleidermarken wie Greifvogel Wear, Sport frei aus dem Kategorie C-Umfeld, Black Legion und Pride France.
Der Kampf der Nibelungen lehnt gemäß den Angaben in ihren Statuten und auf ihrer Website die freiheitlich-demokratische Grundordnung ab. Die Statuten schließen sogenannte „Kulturfremde“ sowohl als Teilnehmer als auch als Zuschauer aus. Die Veranstaltung versteht sich außerdem explizit als Vorbereitung auf einen sogenannten „Endkampf der Kulturen“. Die Kämpfer treten in den Disziplinen und nach den Regelwerken von K-1, Boxen und Mixed Martial Arts an.
Das Zeichen der Organisation ist ein Lindenblatt in einem Achteck, dem sogenannten Octagon. Ersteres verweist auf die Nibelungensage um Siegfried, der durch ein Lindenblatt verwundbar wurde, letzteres auf die Grundfläche im Mixed Martial Arts.